# Пламен Димов (музикант)
Пламен Димов  е български музикант и музикален педагог.

## Биография
Пламен Димов е роден на 19 юни 1955 г. в Пловдив. Завършил е Националното училище за музика и танцово изкуство „Добрин Петков“, където е изучавал цигулка под ръководството на Гаро Балтаян. Своето музикално образование той продължава в Академия за музикално, танцово и изобразително изкуство „Проф. Асен Диамандиев“ – Пловдив. В годините си след дипломирането си прави турнета с групите „Монтана“ и „Алиби“, гастролирайки из цяла Европа.
През 1986 г. се устройва във Финландия и започва свое семейство. Неговата жена, Леена, му ражда 3 деца – Николай, Ийда и Лидия.
Той формира и продуцира повече от 80 групи. Преподава джаз-рок пеене, джаз пиано и цигулка в три училища в Китее, Финландия. Открил и подкрепил една от най-известните финландски групи – Найтуиш. Той е учител на почти всички основаващи членове на Найтуиш, като сред възпитаниците му е и емблематичният глас на групата – Таря Турунен, която е вокалитска на бандата до 2005 г., а после успешен соло изпълнител.
Много други изпълнителни – Нийна Салинен, Оона Харинен, Сара Къркола, Ванеса Каутто, Ема Ненонен, Севери Койвуниеми, Йоонас Туури, Джеси Ояярви и други – стигат до финалите на различни конкурси и предавания за таланти като „Идоли“ и „Гласът на Финландия“.
Димов следва философията, че „никога не трябва да се задоволяваш с това, което ти казват учителите ти, и човек трябва да търси своите собствени истини“. Той твърдо вярва в „упорита работа като средство за придобиване на опит“.
Един от многото проекти на Пламен Димов е „Седмицата на международната музика и изкуство в Китее“ (Kitee International Music and Art Week), симпозиум за млади таланти от цял свят. Димов е известен с фокуса си на работа за младите музиканти и изпълнители. Той е продуцирал няколко албума благотворително.

## Частична дискография
- Bass Band – Хамелеон (1995) (пиано, бас, продуцент)
- Jimmie Lawson и приятели – Play That Funky Humppa Music (1996) (пиано, бас, продуцент)
- Nightwish – Oceanborn (1998) (цигулка)
- Heidi Sandström – Нощ и ден (1998) (бас, продуцент)
- Montun Arkielämää – Kokoelmalevy(компилация) (2005) (пиано, бас, продуцент)
- The Voice – Mie ja sie (2005) (ръководител на група, продуцент)
- Niina – Theme from Swanheart (сингъл) (2006) (пиано, продуцент)
- Kitee 375 v. – Kokoelmalevy (компилация) (2007) (продуцент)
- Wana – Gone (2009) (продуцент)
- Montun Henki (2011) (продуцент)
- Musiikkia Näytelmästä Pajari (2011) (продуцент)
- Ilman Partaa – Lee (2010) (продуцент)
- Проект Unity (2011) (продуцент)
- Oiva Gröhn – Minun laulut (музикант, производител)
- Oiva Gröhn – Maininkien matkassa (музикант, производител)
- Niina Sallinen – Swanheart (музикант, продуцент)
- Brass band – Riihivalkea Jazz (на живо) музикант, продуцент)
- Teuvo Pesonen – Timo Hacklin
- Ironic
- Jonna Pirinen – Pray
- Holy Cow – Universal Janis
- Vanha valokuva
- Pauli Hiltunen – Songs
- Pauli Hiltunen – Soittajapoika
- Sanna Rouvinen – Somewhere over the Rainbow (2009)
- Kaisa Makkonen project
- Caligor – Valkoisen huonen vanki (2014)
- Anu Pitko project (2016)